# ジェンダーフリー
ジェンダーフリー（ラテン文字表記：gender-free）は、当初は「従来の固定的な性別による役割分担にとらわれず、男女が平等に、自らの能力を生かして自由に行動・生活できること」との意味であった和製英語である。「社会的性別にこだわらない」という程度の平易な意味で作り出された和製英語であった。しかし、「ジェンダーフリー」という言葉は、日本における多くの外来語のように由来の言葉とは異なる意味でも用いられ、多義な意味を持つようになった。これを踏まえて、2004年に東京都が「ジェンダーフリー」の用語を使わないとし、2006年に男女共同参画局も地方公共団体に対して「用語をめぐる誤解や混乱を解消するため、今後はこの用語を使用しないことが適切」との事務連絡通知を出し、公機関による使用が控えられるようになった。2015年、SDGsではジェンダー平等と呼ばれている。また、ジェンダー中立性とも言う。

## 「ジェンダーフリー概念」の成立や事例

### 思想的背景・社会主義との関係
日本語における「ジェンダーフリー」の理論的・思想的背景については、社会学者の江原由美子によれば社会主義のイデオロギーから来ている。
「ジェンダーフリー」的な思想の発祥はフランスの社会主義者フランソワ・マリー・シャルル・フーリエによって提唱された、家族廃止・家事労働の共同化等「ファランステール」という生活集団に見られるとの意見がある。
1922年に建国されたソ連では当初は、アレクサンドラ・コロンタイが家族廃止、家事労働の共同化等ような意味での「ファランステール」に似たジェンダーフリー政策を打ち出した。しかし、この政策は失敗に終わり、1934年にはソ連政府も根本的見直しをすることになった（ニコラス・S・ティマシェフ「ロシアにおける家族廃止の試み」）。

### gender-blindの意味の変遷と問題
英語圏では「従来の固定的な性別による役割分担にとらわれず、男女が平等に、自らの能力を生かして自由に行動・生活できること」という「意味」を指す言葉として、gender-blind（社会的性別）、gender-equality（社会的性別平等）などの語が用いられていた。ただし、2021年にはオランダの自国の性別欄を2024年度以降に無くすとしたパスポートは、「Gender-Blind ID」とされている。このような男女の性別欄や区分を無くす「gender-blind」へは批判的な意見があり、問題になっている。

### 「社会的性差無視」の意味でのgender-free
英語での「gender-free」という言葉自体は、和製英語「ジェンダーフリー」とは意味は異なるものの、アメリカの教育学者バーバラ・ヒューストンが最初に用いたとされている。ヒューストンは「gender-free」という言葉を「ジェンダーの存在を気にしない(社会的性差は存在しないものと考える)」、社会的性差無視という意味で使用していた。そして、彼女は、ジェンダーの存在を無視する「gender-free」よりも、男女の社会的性差に起因する差別や格差に敏感な視点を常に持って教育を進めるべきだと述べた。ここように社会的性差を無いものと考える「gender-free」に賛成しないという文脈で使った。

## 日本における「ジェンダーフリー」
「ジェンダー･フリー」という言葉の初出は､井上輝子によれば､ 東京都女性財団『ジェンダー･フリーな教育のために-女性問題研修プログラム開発報告書』 (1995-96)､ 『若い世代の教師のために-あなたのクラスはジェンダー･フリー？』 (1995)であり、その後、行政資料で多く使用され､ 2002年に使用のピークを迎えたという。
山口智美は、「ジェンダー・フリー」は、この用語が日本に導入される元となったバーバラ･ヒューストンの論文の誤読であるとして､「ジェンダー・フリー」という用語の使用を疑問視している｡山口は、上記の東京女性財団の報告書で引用されているヒューストンの論文において、ヒューストンは、ジェンダー・ブラインド（ジェンダーを見ないようにする意味である）を合意する「ジェンダー･フリー」を批判し､「ジェンダー・センシティブ（ジェンダーに敏感な）教育」を支持する立場に立っていたという。山口は、ヒューストンが提唱したわけではない用語が日本で定着していった過程を説明し､ ｢ジェンダー･フリー｣という言葉が意識中心の問題に陥りやすいことを批判した｡

### ジェンダー撲滅の「ジェンダーフリー」と賛否
本来はジェンダーフリーとは「社会的性別（ジェンダー）からの離脱の自由」を認める風潮を目指すはずが、「社会的性別（日本語の「ジェンダー」）そのものが悪であり、無くす必要がある」というジェンダーを撲滅させるという意味にいつしか摩り替わった。それがフェミニスト・左翼が画策した男女共同参画政策に連動した、教育現場でのジェンダー撲滅させる「ジェンダーフリー教育」が明らかになるにつれて、批判がより高まった。スポーツで男女の区別を曖昧にしたり、男性の女性トイレ使用など社会的混乱を招いた。
内閣府男女共同参画局が言うとおり、ジェンダーそれ自体は良いものでも悪いものでも無い。だが、フェミニストの上野千鶴子が著書『ジェンダー・フリーは止まらない』（松香堂）にも収録された2001年4月15日、NPO法人「フィティ・ネット」設立記念フォーラムでの講演にて、「女は嫁に行くのが一番だ、と私は信じています」という意味の見解を述べることは、ドイツで違法である「ヒットラーを支援する」ような発言をした時のように犯罪であるべきと主張した。上野は「（中略）人種に関しては許されないことが、なぜ女に関しては言ってもいいのでしょうか。それを「思想信条の自由」のもとに許していいのか、と思います。」と聴衆に訴えかけた。このような「ジェンダーフリー」・「男女平等」・「女性の社会参画」を隠れ蓑にした、「思想の押し付け」が平然と行われていることを保守派は批判し続けている。
日本国政府の「内閣府男女共同参画局」はジェンダーフリーについて『一部に、画一的に男女の違いを無くし人間の中性化を目指すという意味で「ジェンダー・フリー」という用語を使用している人がいますが、男女共同参画社会はこのようなことを目指すものではありません』と説明している（内閣府・男女共同参画関連用語集より引用）。2003年2月27日の国会における福田康夫官房長官（当時）の答弁では、「ジェンダーフリーという言葉はいかなる場合でも使ってはいけないということではない」「誤解を招くような、そういう恐れあるので政府として公式に使っていない」「使用する際に、例えば地方公共団体とか関係機関において用語を適切に定義して、それが誤解なく理解されるようにする、これが大事だ」との見解を示した。
2005年12月27日に閣議決定された男女共同参画基本計画（第2次）第 2 部 2 (2) 項で使われている『「社会的性別」（ジェンダー）の視点』の用語の補足説明 2.では、『「ジェンダー・フリー」という用語を使用して、性差を否定したり、男らしさ、女らしさや男女の区別をなくして人間の中性化を目指すこと、また、家族やひな祭り等の伝統文化を否定することは、国民が求める男女共同参画社会とは異なる』と記されている。また『児童生徒の発達段階をふまえない行き過ぎた性教育、男女同室着替え、男女同室宿泊、男女混合騎馬戦等の事例は極めて非常識である』と記載されている。2006年1月31日に内閣府男女共同参画局から各都道府県と政令指定都市の男女共同参画担当課（室）にあてて出された事務連絡には、「ジェンダーフリー」の用語をめぐる誤解や混乱を解消するために、上記の内容が基本計画に記述されたと記されており、『地方公共団体においても、このような趣旨を踏まえ、今後はこの用語は使わないことが適切と考えます』と記載されている。内閣府によるこの用語の不使用通知をきっかけにして千葉県の女性センターが閉鎖されるなどの新しい混乱が起きた。
内閣府男女共同参画局の指摘する意味での「ジェンダーフリー」という用語は、アメリカでも、日本政府でも、国連でも、公式に使われていない。なお、「（生物学的な意味での）男女を区別せず処遇する」と言う意味での gender-free は、英米軍の公式用語として使用されているし、「（生物学的な）ジェンダー（性）にかかわらない（語彙など）」という意味では使われているので「英語にない完全な和製英語」という言い方も正しくない。
福井県では、男女共同参画関連施設の県生活学習館で開架されていたジェンダー関連書籍を閲覧室からカウンター近くの事務室へ移し、敦賀市の市議等から抗議をうけた事例がある。県は、内容を確認をするためにこれらの書籍を移動したと説明し、確認の結果、全て問題がなかったとして一般公開を再開している。
東京都では、男女の違いを否定するという意味でのジェンダーフリーが、都教育委員会の男女平等の見解と異なることから、ジェンダーフリーという言葉を用いないように文書で通達している。また、抗議を受けて、東京都国分寺市が、「ジェンダーフリー」という言葉を使用する恐れがあるとして講演を依頼していたフェミニストである上野千鶴子を招くことを見送った事例がある

### 日本の「ジェンダーフリー」擁護派の弁明
擁護派からは日本で「ジェンダーフリー」と呼ばれる運動の思想は、英語圏における「ジェンダー・イクォリティ」（gender equality、ジェンダー平等）運動に近いとの主張が存在する。フェミニズム・社会学者山口智美は、『「ジェンダー・フリー」をめぐる混乱の根源』の中で『私は10年以上、アメリカの大学院でフェミニズムを専門としてきたが、「ジェンダー・フリー」という言葉は聞いたことがなかった。「ジェンダー・フリー」の「フリー」は、日本で一般に理解されているような「〜からの自由」という意味より、英語では「〜がない」という意味合いが強い。アルコールフリービール、オイルフリーファンデーションなどを例にとるとお分かりいただけるだろう。アメリカ人のフェミニスト学者数名に、「ジェンダー・フリー」について聞いてみたところ、「何それ？ジェンダー・ブラインドって意味なの？」という反応が返ってきた。彼女たちは、「（知らない言葉である「ジェンダーフリー」の意味について）ジェンダーを見ようとしない。ジェンダーが見えていない」という意味にとった。つまり、ジェンダー・フリーを、男女平等に対して否定的な意味合いを持つ用語と解釈したのである。』と述べている
2006年時点では「ジェンダーフリー」を前面に押し出して普及させようという形の運動は下火となっているが、上野千鶴子らは『バックラッシュ! なぜジェンダーフリーは叩かれたのか？』にて、ジェンダーフリー教育を批判する言説を「バックラッシュ」と呼び、そのバックラッシュを批判しながら、ジェンダー等の用語について解説したり、ジェンダーフリーや男女共同参画の問題点を論じたり、バックラッシュ言説が問題とした各論点について検証する、という立場にたった論考集などを出版している。

## 日本の「ジェンダーフリー」論争

### 賛成派の主張
男性達は、「男はこうあるべき」という旧来の「男らしさ」にとらわれているので、もっと性役割から解放されて、働き蜂という立場を考え直し、もっと育児にかかわるなど生き方を考え直すべきだ、と主張する。そのため、下記のような試みを男性に対して提言する。
1. 男らしさの理想像に合わせようと見栄を張らずに、実質をとる。
2. 女性にも経済的責任を担ってもらう。デートも当然割り勘を基本とする。
3. 職場への単一帰属をやめ、複数の人間関係を持つようにする。
4. 「自分は男らしく生きたいとは思っていない」と公言するようにする。
5. 定期的に、また、意識的に男の理想像から逸脱する。たとえば週末に女装をするのも良いだろうし、平日の公園でブラブラするのも良い。

精神科医の香山リカは、著書で「ジェンダーフリー教育や男女共同参画社会に疑問を呈する人たちは、そうした考えを『男らしさ・女らしさをいっさい排除しようとする極端な思想だ』と指摘しておきながら、自分たちも『すべての男は男らしく、すべての女は女らしく』、『それは誰にとっても生まれつき決定されていることなのだ』と極論に走るのはなぜなのだろう。（中略）いずれにしても、いくら『ジェンダー重視教育』を主張する人たちが声をあげても、少子化社会で女性の労働力はますます重要なものとなり、女性の社会進出は今とは形を変えることはあってもストップすることはないだろう。そうなると、一方で『女は女らしく』と言いながら、他方で『女性もどんどん働いて』と勧める教育を施さなければならなくなる。それこそ、心理学の世界では『ダブル・バインド』と呼ばれるもっともストレス度の高い状態だ」と述べている。

### 反対・否定派の主張
石原慎太郎元東京都知事は、都議会定例会において、「最近、教育の現場をはじめさまざまな場面で、男女の違いを無理やり無視するジェンダーフリー論が跋扈している」、「男らしさ、女らしさを差別につながるものとして否定したり、ひな祭りやこいのぼりといった伝統文化まで拒否する極端でグロテスクな主張が見受けられる」、「男と女は同等であっても、同質ではあり得ない。男女の区別なくして、人としての規範はもとより、家庭、社会も成り立たないのは自明の理だ」と強調し、ジェンダーフリー教育を批判した。。
クリスチャン・トゥデイは、男女の区別をスポーツに曖昧にしたり、女性トイレの男性利用がされる社会的混乱が起こしていると指摘している。「ジェンダーフリー」活動する左翼の一部が女性解放のために子どもを産まない運動、人口削減計画を推進していることに社会混乱を引き起こし、国家破壊に動いていると批判している。
旧統一教会関連団体である「国際勝共連合」はジェンダーフリーを共産主義の亜種である「文化共産主義」とみなしており、反対運動を展開している。

### 賛成派の対応に対する批判
ジェンダーフリー運動が始まってから十数年が経ち、数多くの批判がなされるようになるに従い、ジェンダーフリー批判者へ対する賛同者たちのジェンダーフリーの理論に対する直接的な批判だけではなく、ジェンダーフリー賛成派の硬直的で好戦的な態度に対する批判にも繋がっている。アメリカの連邦最高裁判所において（女性差別に関するものではなく人種差別に関するものではあるが）アファーマティブアクションを義務づける法律が違憲とされ、廃止されたことがある。

### ジェンダーレスとの混同
宮台真司や斉藤環などが、ジェンダーフリーとジェンダーレスの混同を指摘している。彼らによると、ジェンダーフリーとは「性差を否定すること」ではなく、性別による固定された社会的な役割を柔軟にしていく運動であり、逆を言えば従来通りの価値観すら認める立場である。一方で、ジェンダーレスは性別そのものを否定していく運動であり、一般にジェンダーフリー否定派が糾弾するのはジェンダーレスの思想であるという。宮台真司は『バックラッシュ！ なぜジェンダーフリーは叩かれたのか』の中で「社会学のオーソドックスな枠組みからいうと、ジェンダーフリーは、ジェンダーレスではありません。ジェンダーレスは「社会的性別の消去」だけど、ジェンダーフリーは「社会的性別に関わる再帰性」であって、「ジェンダーフリーだから、ああしろ、ここしろ」という直接的メッセージは本来、出てきません。」と唱えた。
また、後述するように、ジェンダーフリーの名の下に行われている、「男女」を「女男」に変える、ランドセルの色を男女で統一、男女の伝統行事の否定などの動きが、「ジェンダーフリー」の本質から逸れている可能性のあるもの、あるいは「男女の差を意図的になくそうとしている」と保守派から批判されている。つまり、同じように「女らしさ」を肯定し、推奨したとしても、各世代間の「女らしさ」の意識にズレがあるため、議論が平行線を辿ってしまうという構造である。
こういった背景から、ジェンダーフリー運動が要求するのは「〜らしさ」の自己決定権であり、「社会から性差が無くなるべきだ」とは主張しない。
一方、自民党などは「男らしさ、女らしさを認めます」とし、ジェンダーフリーを「らしさ」を否定する思想という理解のもと、ジェンダーフリーを否定している。ジェンダーフリー自体は、個々人の考える「男らしさ、女らしさ」を否定する概念ではなく、社会的に必然性のある区別（例：トイレや更衣室を男女別室にする）や、男が「男らしく」あること、女が「女らしく」あることをも、自己決定権を前提に肯定している。

### 国政政党と「ジェンダーフリー」への賛否

#### 自由民主党
- 原則としてジェンダーフリー政策を支持し、与党として、かつてのジェンダーフリー政策を主導してきたが、一部の末端での政策運用については、『（教育）現場では「小学5年生で男女同宿」「学校のトイレが男女一緒」など性差を否定する『教育の暴走』がおこなわれている』（自民党の実態調査プロジェクトのホームページ）などとして批判し、現在は「ジェンダーフリー」という言葉自体は誤解や混乱を招くとして使っていない。

#### 日本共産党
- 一部の議員が「ジェンダーフリー」という言葉を使わないことに反発している。
  - （日本共産党千葉県議）

#### 民主党
- 「老若男女が、それぞれ生きがいを感じる社会システムづくりが社会全体を豊かにするのです。性別役割分業を固定化しない（ジェンダーフリー）社会こそ、日本を再創造するカギとなります。」とし、男女共同参画社会政策は支持していた。しかし、昨今の「ジェンダーフリー」という言葉に対する反発世論に配慮して党の政策から「ジェンダーフリー」という用語自体は削除されている。
  - （旧・「民主党政策集」）

## 日本の「ジェンダーフリー」の実践例等
日本における「ジェンダーフリー」の実践として次のような例がある。

### 教育現場
以前より日本教職員組合などは、「男の子だけの通過儀礼を廃止せよ」といった、「ジェンダーフリー」（正確にはジェンダーレス）につながる主張を行ってきた。さらに、女性の社会進出が進むにつれ、学校教育はより細かいジェンダーバイアスの撤廃を指摘されるようになった。そして男女共同参画社会基本法の制定により、一つの教育運動となったものである。
具体的な事例としては、「ジェンダーフリー教育」として、以下のような事が教育現場で行われてきたとされる。
- 若桑みどりほか編著『「ジェンダー」の危機を超える！徹底討論！バックラッシュ』の中において、次の内容がジェンダーフリー教育の実践例として挙げられている[27]。
  - クラス名簿を男女混合にする
  - 女子の体操服のブルマー廃止と同時に、男子の短パンも廃止し、男女兼用のハーフパンツとする。また、かつてはトレーニングウェアの色を男子は青や紺・深緑、女子は赤やえんじとしていたが、男女共用の青や緑（黄緑・青緑）、紫（青紫・赤紫）などの色に切り替えた（なお、ブルマー廃止についてはブルセラ問題が原因の一つとされている。ブルマー#日本における普及と衰退）
  - 運動会の競技を男女混合にする。
  - 靴箱やロッカーの男女混合。
- ランドセルの色を問題として取り上げ、男は黒、女は赤というのはおかしいとして男女同色を検討する[28]。
- 思春期以降の生徒にとってジェンダーフリーと性教育とは密接不可分なものと考え、教育現場で生かす[29]。
- 子供たちの権利として障害児に効果的な、具体性のある性教育を行う（都立七生養護学校等）[30]。
  - 男性器の模型に避妊具を被せる練習を行わせる。
  - 白い液体（牛乳）が出る男性器の模型を使う。
  - 性器がついた男女の人形に性行為をさせ、生徒に見せる。
  - 性描写がある絵本を見せる。

- さいたま市議会議員の生方博志は、日本教職員組合平和学習冊子編集委員会編の「総合学習の時間に生かす『これが平和学習だ』」という冊子において、「1　女男混合名簿の実践、2　各教科の女男平等教育・・」など、「女男」という用語を用いた取り組みが示されていると指摘している[31]。

- 衆議院特別委員会で質問に立った山谷えり子議員は、自分が千葉県松戸市の「ふりーせる保育」について保護者に取材した結果の一例として、運動会のダンスを「慎吾ママのおはロック」のCDで踊りたいという希望があったが、母親が朝ごはんをつくるフレーズがジェンダーフリーに反するという理由で、歌詞のないカラオケになった事例があると指摘した[32]。

- 『現代用語の基礎知識2006』の「ジェンダーフリー」の項によれば、「学校現場では、男女混合名簿や、更衣室を一緒にするなど混乱」があったとされる。

#### 日教組の見解[33]
日本教職員組合が発行している小冊子『隠れたカリキュラム　ジェンダーフリーの教育を』の中において、「女と男を分けることをやめよう」・「学校行事はジェンダー・フリーで」・「ジェンダーフリーの教材開発を」と主張している。この意味でのジェンダーフリーの教材開発とは、文学教材においては女の子も男の子も主体的に行動的に描かれることであり、「性の教育」を推進する教材開発である。

### 団体等の活動
教育行政や団体の運動としては、次のような事例が挙げられる。
- 日本教職員組合は2005年3月に発刊した『日教組政策制度要求と提言』の政策提言62において、国への政策提言として、男女平等教育のための基本方針の策定、学校における男女平等教育推進のための教職員への研修の実施、性別役割分業に基づく記述や挿し絵をなくすために教科書の検定にジェンダーの視点を入れることなどを提案している。また、活動のひとつとして「毎年2月をメディア・チェック月間と位置づけ、社会の中や自分の中にある「固定的なジェンダー意識」に気付き、問題化し、放送機関や関係機関に対し要請行動を行なって」いると述べている。
- 日本女性学習財団発行の冊子『新子育て支援　未来を育てる基本のき』において、「無意識のうちに、子どもたちに『女らしさ』や『男らしさ』を押しつけるような子育てをしていませんか?　ふり返ってみましょう」との言葉とともに、
  - 「ひな祭り」や「こいのぼり」といった伝統行事
  - 女の子に「さくら」・「美咲」・「優花」という愛らしい名前をつけたり、男の子に「翔太」・「翼」・「大輝」というスケールの大きい名前をつけること
  - 出産祝いで、女児にピンクの産着、男児に水色の産着を贈ること

などが、ジェンダーフリーに反する例として挙げられた。
日本女性学会は、2003年3月の学会ニュースにおいて、鯉のぼりとひな祭りに含まれていた「男は強く元気に／女は優しく美しく」と、「性別と人のありかたを結びつけるシンボリズム」は今日では適切でないとし、5月5日が全てのこどものための祝日であるようにひなまつりも性別によらない祝いにするのが良い、と指摘している。
- 2003年に福岡市で開かれた女性フォーラムにおいて、昔話の「桃太郎」を「桃子」に変更し、ストーリーを変えた劇を上演。鬼を退治することでなく、話し合いによって解決する内容となっている。

- 第156回国会において、植田至紀が、財界の出資による「全寮制男子校」設置の構想を批判したうえで、「今後、性別に特化した学校を設立することは、「男女共同参画」と矛盾するのではないか」等の質問を行った[35]。これについて政府は、男女の共学については教育上尊重されるべきものであるが、すべての学校における男女の共学を一律に強制する趣旨のものではない、との見解を示している[36]。

- 埼玉県男女共同参画苦情処理委員は、県立高校の共学化を求める苦情に応じ、公立の男女別学校の早期共学化を求める勧告を行った。これに対し、埼玉県立浦和第一女子高等学校PTA広報部は、同校の保護者を対象としたアンケート結果や、現役の女子高生が疑問の声をあげていることなどから、勧告は「根拠のない結論」であると指摘した。県教育委員会はこの勧告に対し、「早期の共学化は行わず、当面は現状を維持する」との報告を行った[要出典]。

- 日本労働組合総連合会はセクシャルハラスメントへの対策の一環として、男性向けに「ジェンダーチェック」を行うための表を作成して公開している。この表では、25個のチェック項目のうち18項目以上に該当すると「レッドカード」と認定される[37]。

- また、公共施設では赤は女性差別だからトイレの壁の色や表示を男女同一を促す勧告が女性団体等から出ているが、男女別がはっきりしない、視認性がはっきりせずバリアフリーに反するという市民からの意見が出ている[38]。

## 国別学生達の「ジェンダー」意識アンケート
文部科学省の外郭団体である財団法人「一ツ橋文芸教育振興会」と「日本青少年研究所」は、2003年秋に日本・米国・韓国・中国の高校生各千人を対象にアンケート調査を行い、2004年2月にその結果を発表した。この結果にもとづき、読売新聞は、日本では「女は女らしくすべきだ」を肯定した生徒が28.4%であり、他国（米58.0%、中71.6%、韓47.7%）よりも「突出して低い」と報じた。また、「男は男らしく」を肯定した人も43.4%と、4カ国で唯一半数以下であると指摘した。
なお、上記の新聞記事が引用し、日本青少年研究所が公開している調査報告書には、単純集計結果と男女別集計結果が記されている。この報告書における男女別集計結果によれば、調査対象者と各項目を肯定した者の男女比は下記の通りである。
|                                          | 日本       | 米国       | 中国       | 韓国       |
| ---------------------------------------- | ---------- | ---------- | ---------- | ---------- |
| 調査対象 （男子：女子）                  | 35.0：64.8 | 47.6：52.1 | 45.7：54.0 | 52.9：47.1 |
| 女は女らしくすべきだ 肯定 （男子：女子） | 38.9：22.5 | 61.0：55.5 | 75.4：68.0 | 61.3：32.3 |
| 男は男らしくすべきだ 肯定 （男子：女子） | 49.2：40.4 | 65.1：62.4 | 83.0：79.7 | 67.4：40.9 |

読売新聞2月20日朝刊の社説は、「日本青少年研究所」が公開した4カ国対象の意識調査において、「女は女らしくすべきだ」を肯定した日本の生徒が少なかった事などにもとづき、「教育界で流行している『ジェンダーフリー』思想の影響を見て取ることができる。」とし、その社説の最後で「調査結果は、倒錯した論理が広がったときの恐ろしさを示している。」と結論づけた。

## ジェンダーの先天性後天性論争
ジェンダーフリーの論者は、ジェンダーフリーを正当化する理論として、ジェンダー（社会的性別）は後天的な要因が大きく関わって決定されるという説を主張している。文化人類学者マーガレット・ミードの研究、さらに性科学者ジョン・マネーの研究をその根拠付けに参照する著者も存在した。また、生物学的性差とは元もと人間に備わっているものではなく後天的な要因のみによって作られるものである、という急進的な主張をするフェミニストも存在した。
だが近年、マーガレット・ミードとジョン・マネーの研究は間違いであったことが明らかになった（マーガレット・ミード・デイヴィッド・ライマーの項を参照）。反対派はこのことでジェンダーフリーの学術的な正当性は否定されたとの指摘を行った。上記の事実が明らかになった後、賛同派は、「すでにジェンダーフリー思想は様々な多岐にわたる分野の研究成果から成立しており古い学説に依拠するような時代は遥か昔に過ぎ去っている」とした（関連、文化相対主義、社会的構築主義）が、実際には、マーガレット・ミードやジョン・マネーが唱えた説は近年に出版されたフェミニズムの書物などにも記されている。それゆえ、「賛同派は自らが依拠していた説をご都合主義的に翻した」との批判も受けることになった。
しかし、ジェンダーフリーの論者は「性差が後天的な要因でのみ決定されるという説が否定されたことは、性差が先天的な要因のみで決まるということが証明されたことを意味しない」と主張している。これまで保守派の一部がジェンダーフリーを批判するために援用してきた脳神経学や遺伝学などの分野において、ジェンダーフリーの論者は、「男女の脳は従来言われていたほどの差はないのではないか」、という傾向の主張をし、このような主張にも注目すべきだとしている。